# Universitätsbibliothek Tübingen
La Universitätsbibliothek Tübingen (Biblioteca dell'Università di Tubinga) è una struttura centrale della Eberhard Karls Universität Tübingen (1477) e ha sede nella Wilhelmstraße 32.
La prima menzione ufficiale della biblioteca risale al 1499.

## Storia

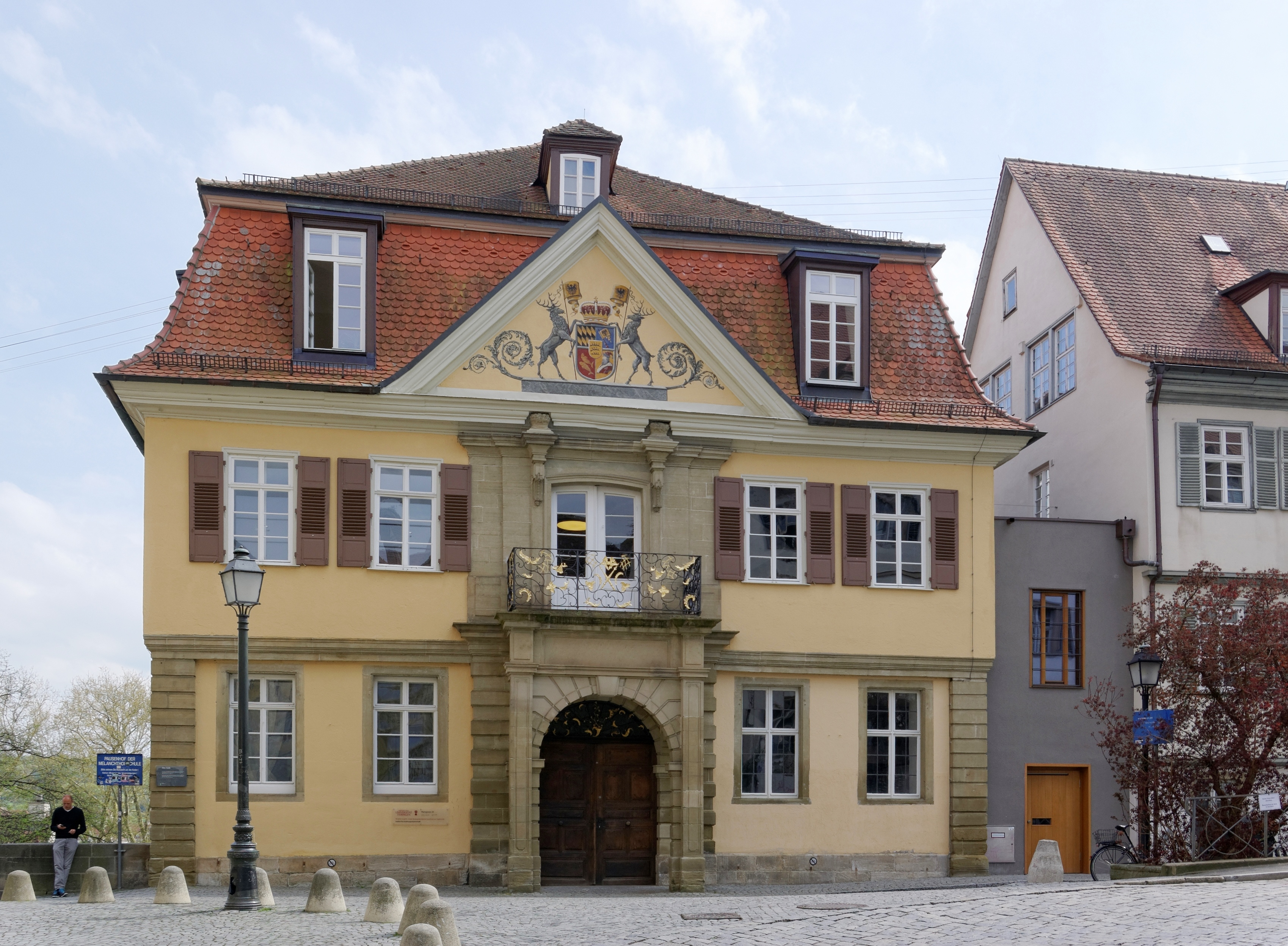
Antica Aula

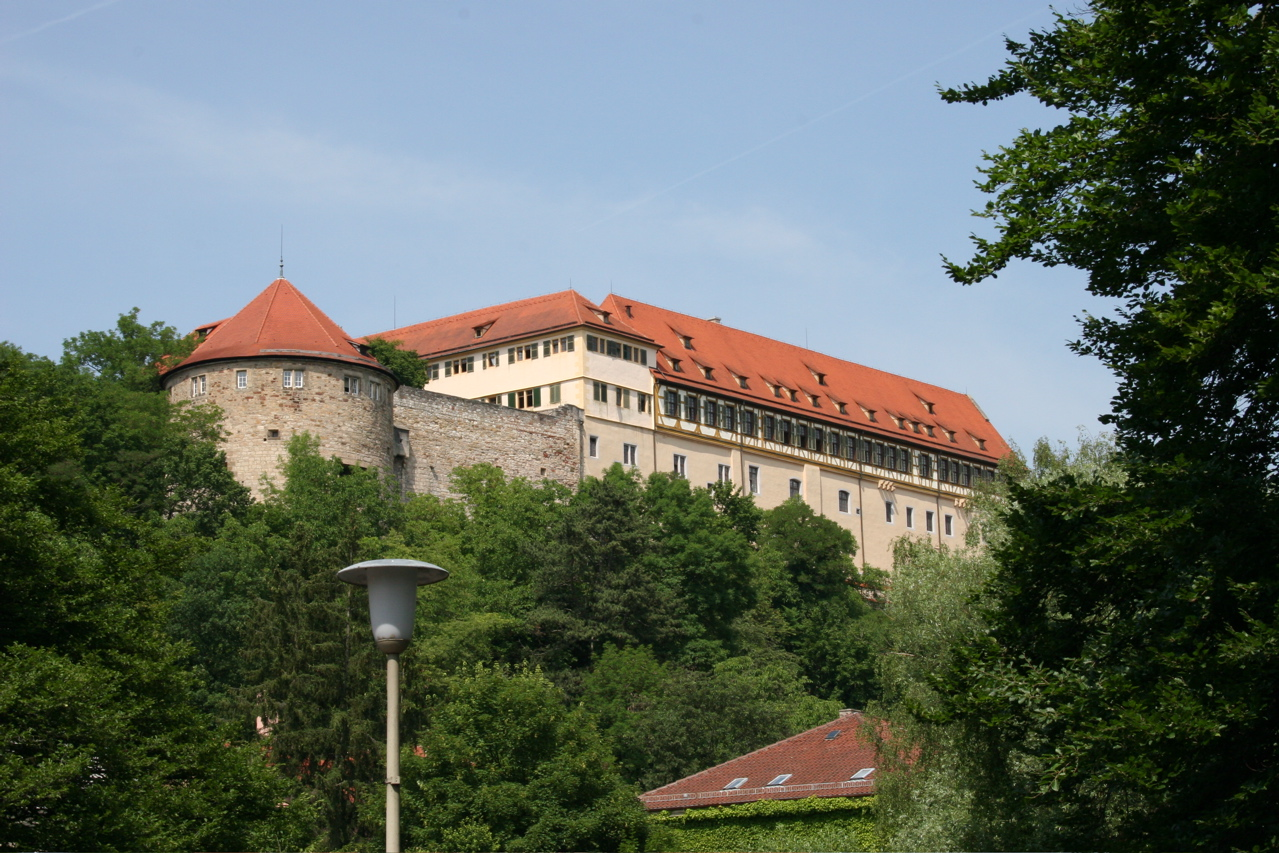
Castello Hohentübingen

### Edificio
Prime sedi della biblioteca furono il Spazienhaus, distrutto in un incendio nel 1543, l'Antica Aula ed il Castello Hohentübingen. Solo nel 1912 venne messo a disposizione della biblioteca un edificio proprio ed autonomo, il Bonatzbau (dal nome dell'architetto Paul Bonatz), il quale fu ampliato nel 1963 mediante la costruzione dell'attuale edificio centrale. Ulteriori ampliamenti della biblioteca avvennero nel 1989 e nel 2002 con l'annessione dell'edificio centrale rispettivamente alla Alte Waschhalle ed all'Ammerbau.
Parte integrante della biblioteca sono anche la biblioteca dipartimentale Morgenstelle e la biblioteca di Scienze Biologiche, entrambe collocate nei pressi degli Istituti di Scienze Naturali. Ulteriori biblioteche dipartimentali sono quella di Geologia e quelle di Archeologia, Egittologia e Orientalistica Antica situate nel Castello

### Direttori
- 1836-1844 Robert von Mohl (Professore di diritto statale)
- 1844-1850 Adelbert von Keller (Professore di lingue moderne)
- 1850-1855 Johann Baptist Fallati (Professore di Storia Politica)
- 1855-1895 Rudolf von Roth (Professore di Sanscrito)
- 1895-1920 Karl Geiber (primo bibliotecario a tempo pieno)
- 1920-1921 Karl Bohnenberger (Professore di Germanistica)
- 1921 - 1947 Georg Leyh
- 1947-1951 Wilhelm Hoffman (Direttore della biblioteca regionale del Württemberg)
- 1951-1959 Paul Gehring
- 1959-1972 Walther Gebhardt
- 1972-1987 Richard Landwehrmeyer
- 1987-1991 Joachim-Felix Leonhard
- 1991-2003 Berndt von Egidy
- 2003-2008 Ulrich Schapka
- dal 2008 Marianne Dörr
- Lo storico Karl August Klüpfel fu nominato nel 1814 secondo bibliotecario a Tubinga e redasse nel 1849 la storia della biblioteca.

### Patrimonio e collezioni speciali
Nel 1776 il pratrimonio della biblioteca constava di 15.000 titoli. Esso passò nel 1822 a 60.000, nel 1912 a 541.000, nel 1963 a 1.204.000, nel 2004 a 3.400.000 e 2012 a 3.712.480 titoli
La biblioteca cura collezioni scientifiche speciali con il supporto finanziario del Deutsche Forschungsgemeinschaft nei seguenti settori disciplinari: Teologia, Scienze Religiose e Orientalistica (fino al 1997). Collezioni speciali in Criminologia sono curate dalla biblioteca e dall'Istituto Criminologico dell'Università. Dal 2007 al 2014 la biblioteca ha curato una biblioteca virtuale di Teologia e Scienze Religiose.
Inoltre dal 1975 cura Index Theologicus, bibliografia Open Access di Teologia e Scienze Religiose.
Parte integrante dei fondi della biblioteca fa parte anche il patrimonio museale del XVII e XX secolo, curato in collaborazione col Museo Universitario (Museum der Universität Tübingen MUT)

## Dotazioni
La biblioteca è dotata di un sistema LAN- e W-LAN per l'utilizzo del proprio notebook nelle sale lettura. Accessibili agli utenti sono anche banche dati e riiviste online previo acquisto della rispettiva licenza da parte della biblioteca.

## Informazioni statistiche
Nel 2016 il budget della biblioteca ammontava a 12.095.352 €, il personale organico a 118,30 dipendenti, nuovi acquisti di titoli a stampa a 20.917, quelli digitali a 164.087 titoli
Sempre nel 2016 erano registrati 36.131 utenti attivi, effettuati 1.630.834 prestiti, 37.313 prestiti bibliotecari in uscita e 24.842 in entrata

## Letteratura
- Gabrielle Zeller; Andrea Krug: 100 – 50 – 10. Texte und Bilder zum Jubiläum der Universitätsbibliothek veröffentlicht anlässlich der gleichnamigen Jubiläumsausstellung in der Universitätsbibliothek vom 21.11.2012 – 28.2.2013. Universitätsbibliothek Tübingen (UB) 2012
- Ulrich Schapka (Hrsg.): Festplatte. Beiträge aus der Universitätsbibliothek Tübingen für Berndt von Egidy anläßlich seines Ausscheidens aus dem aktiven Bibliotheksdienst im Juli 2003. Tübingen 2003  Volltext (html; 2kB), su nbn-resolving.de.
- Ammerbau der Universitätsbibliothek Tübingen. Ein Projekt der Staatlichen Hochbauverwaltung, hrsg. vom Finanzministerium Baden-Württemberg, Stuttgart: Staatsanzeiger Verlag 2002
- Joachim-Felix Leonhard: Die Universitätsbibliothek Tübingen: Entwicklung für die Zukunft. [Dokumentation zum Wiederbezug des Hauptgebäudes nach der Asbestsanierung am 27. September 1991]. Tübingen 1991.
- Ralf Werner Wildermuth: Der Bonatzbau der Universitätsbibliothek Tübingen. Funktionelle Bibliotheksarchitektur am Anfang des 20. Jahrhunderts. Mohr, Tübingen 1985, ISBN 3-16-444977-1 (Contubernium, Band 30).
- Hannsjörg Kowark: Georg Leyh und die Universitätsbibliothek Tübingen (1921–1947). Mohr, * Tübingen 1981, ISBN 3-16-444071-5, ISBN 3-515-07997-1.
- Die Universitätsbibliothek Tübingen: im Jahre … (mehrbändig), Tübingen, 1960–1972.